# Kestenholz
Kestenholz é uma comuna da Suíça, situada no distrito de Gäu, no cantão de Soleura. Tem 8,59 km² de área e sua população em 2018 foi estimada em 1.805 habitantes.